# سرطان كماني نحيف الأصابع
سرطان كماني نحيف الأصابع (الاسم العلمي: Uca leptodactyla) هو نوع من الحيوانات يتبع جنس السرطان الكماني من فصيلة السرطانات الشبحية.